# Ломеслуд
Ломеслу́д (рос. Ломеслуд) — присілок в Можгинському районі Удмуртії, Росія.
Урбаноніми:
- вулиці — Клубна, Молодіжна, Парадна, Річкова

## Населення
Населення — 393 особи (2010; 398 в 2002).
Національний склад станом на 2002 рік:
- удмурти — 71 %
- росіяни — 27 %